# Jonghyun
Kim Jonghyun (* 8. April 1990 in Seoul; † 18. Dezember 2017 ebenda), besser bekannt als Jonghyun, war ein südkoreanischer Singer-Songwriter, Radiomoderator und Autor. Er war Mitglied der K-Pop-Band Shinee.

## Karriere
Er debütierte mit SHINee am 25. Mai 2008. SHINee veröffentlichte sechs koreanischsprachige Alben und weitere fünf, mit denen sie sich an den japanischen Markt richteten. Das jüngste erschien Anfang 2017. SHINee verkaufte Hunderttausende Platten, die Bandmitglieder galten als Trendsetter und werden als „die Prinzen des K-Pop“ bezeichnet.
Die Alben The Story of Light Part 1, 2 & 3 wurden am 28. Mai, 11. Juni und 25. Juni veröffentlicht und enthielten einen letzten Song (Lock You Down), der Jonghyuns Stimme beinhaltete.
SM Entertainment kündigte am 19. Januar 2018 Jonghyuns letztes Album Poet | Artist für den 24. Januar an.

## Privatleben
Jonghyun verließ die High School in der 10. Klasse, um eine Musikkarriere zu verfolgen.
Im April 2013 war Jonghyun in einen Autounfall verwickelt und verletzte sich an der Nase. S.M. Entertainment berichtete, dass er operiert wurde. Er setzte die meisten Promotionen seiner Gruppe während ihres dritten Albums aus, obwohl er an der letzten Woche teilnahm.
Im Dezember 2013 änderte Jonghyun sein Twitter-Profilbild in ein Bild, das auf Unterstützung für die LGBT-Gemeinschaft hinwies und erhielt verleumderische Reaktionen von Ilbe Storehouse-Mitgliedern, die angeblich behaupteten, Mitglieder des Fanclubs von Shinee zu sein.

## Tod
Jonghyun hatte zwei Tage lang ein Apartment-Studio in Cheongdam-dong; im Bezirk Gangnam im Südosten Seouls gemietet und am 18. Dezember 2017 um 12:00 Uhr Ortszeit eingecheckt. Um 16:42 Uhr rief Jonghyuns ältere Schwester, Kim So-dam, den Notruf an, nachdem sie eine Reihe von Nachrichten über KakaoTalk erhalten hatte, in denen unter anderem stand: „Bitte lass mich gehen. Sag mir, dass ich es gut gemacht habe. Lebewohl“. Er wurde zuletzt in einem Geschäft neben seiner Wohnung gesehen.
Jonghyun wurde um 18:10 Uhr von der Polizei und den Rettungskräften bewusstlos aufgefunden. Er wurde schnellstmöglich in das Konkuk Universitätskrankenhaus eingeliefert, in welchem er einen Herzstillstand erlitt und eine Herz-Lungen-Wiederbelebung durchgeführt worden ist. Jonghyun wurde um 18:32 Uhr im Alter von 27 Jahren für tot erklärt. Ermittlungen zufolge starb er durch Suizid an einer Kohlenmonoxidvergiftung.
Jonghyuns gute Freundin Nine9 veröffentlichte am Abend des 18. Dezember den Abschiedsbrief, den sie am 9. Dezember erhalten hat.

### Reaktionen
Nach Jonghyuns Tod wurde sein Name ein Trendthema auf Twitter, ebenso wie die Hashtags „#StayStrongShawols“ und „#YouDidWellJonghyun“. Jonghyuns Tod eröffnete Diskussionen über den harten und wettbewerbsfähigen Charakter des Unterhaltungsgeschäfts in Südkorea, sowie psychische Gesundheit.
Jonghyuns Auftritt in der Varieté-Show „Night Goblin“ sollte am 24. Dezember 2017 ausgestrahlt werden, doch JTBC entschied, sie nicht zu senden. Shinee hatte geplant, im Februar 2018 eine Reihe von Konzerten in Japan zu geben, dies ging aber in Gespräche über, ob diese verschoben werden sollten.
Am 30. Dezember 2017 debütierte Jonghyun in den Social-50-Charts von Billboard auf Platz 2 mit 425.000 Wikipedia-Ansichten, einem Anstieg von 17.974 Prozent.

### Gedenken
Viele Musiker und Produzenten weltweit betrauerten Jonghyuns Tod. Labelmates Exo, TVXQ und Taeyeon von Girls 'Generation zollten ihm bei ihren Konzerten Tribut. MBC Radio plante am 21. Dezember eine spezielle Gedenksendung für Jonghyun, hinsichtlich seiner lang andauernden Radiosendung „Blue Night“, entschied sich aber, sie wegen „möglicher sozialer Auswirkungen der Stimme des verstorbenen Idols, die wieder ausgestrahlt wird, abzusagen“. SM Entertainment gedachte Jonghyuns Tod mit der Veröffentlichung von „Dear My Family“ als Charity-Single posthum mit Jonghyun und anderen Künstlern des Labels. Künstler des besagten Labels wie Exo, Red Velvet und NCT 127 besuchten die Musikshows zum Jahresende mit einem schwarzen Band mit einer aquamarinfarbenen „R.I.P. JH“ -Stickerei.

## Diskografie

### Studioalben
| Jahr | Titel                         | Höchstplatzierung, Gesamtwochen, AuszeichnungChartplatzierungen (Jahr, Titel, Platzierungen, Wochen, Auszeichnungen, Anmerkungen) | Höchstplatzierung, Gesamtwochen, AuszeichnungChartplatzierungen (Jahr, Titel, Platzierungen, Wochen, Auszeichnungen, Anmerkungen) | Anmerkungen                                               |
| Jahr | Titel                         | KR | US | Anmerkungen                                               |
| ---- | ----------------------------- | --- | --- | --------------------------------------------------------- |
| 2016 | She Is (좋아 – The 1st Album) | KR1 (35 Wo.)KR | — | Erstveröffentlichung: 24. Mai 2016 Verkäufe: + 57.163     |
| 2018 | Poet / Artist                 | KR1 Platin · (36 Wo.)KR | US177 (1 Wo.)US | Erstveröffentlichung: 23. Januar 2018 Verkäufe: + 250.000 |

### Kompilationen
| Jahr | Titel                                                 | Höchstplatzierung, Gesamtwochen, AuszeichnungChartsChartplatzierungen (Jahr, Titel, Platzierungen, Wochen, Auszeichnungen, Anmerkungen) | Anmerkungen                              |
| Jahr | Titel                                                 | KR | Anmerkungen                              |
| ---- | ----------------------------------------------------- | --- | ---------------------------------------- |
| 2015 | The Collection: Story Op.1 (종현 소품집 `이야기 Op.1) | KR3 (20 Wo.)KR | Erstveröffentlichung: 17. September 2015 |
| 2017 | The Collection: Story Op.2 (종현 소품집 `이야기 Op.2) | KR2 (26 Wo.)KR | Erstveröffentlichung: 25. April 2017     |

### EPs
| Jahr | Titel                            | Höchstplatzierung, Gesamtwochen, AuszeichnungChartsChartplatzierungen (Jahr, Titel, Platzierungen, Wochen, Auszeichnungen, Anmerkungen) | Anmerkungen                           |
| Jahr | Titel                            | KR | Anmerkungen                           |
| ---- | -------------------------------- | --- | ------------------------------------- |
| 2015 | Base (The 1st Mini Album `BASE`) | KR1 (35 Wo.)KR | Erstveröffentlichung: 12. Januar 2015 |

### Singles
| Jahr | Titel Album                                         | Höchstplatzierung, Gesamtwochen, AuszeichnungChartsChartplatzierungen (Jahr, Titel, Album, Platzierungen, Wochen, Auszeichnungen, Anmerkungen) | Anmerkungen                                        |
| Jahr | Titel Album                                         | KR | Anmerkungen                                        |
| ---- | --------------------------------------------------- | --- | -------------------------------------------------- |
| 2015 | Déjà-Boo (데자-부) Base                             | KR1 (9 Wo.)KR | Erstveröffentlichung: 12. Januar 2015 feat. Zion.T |
| 2015 | Crazy (Guilty Pleasure) Base                        | KR5 (4 Wo.)KR | Erstveröffentlichung: 12. Januar 2015 feat. Iron   |
| 2015 | End of a day (하루의 끝) The Collection: Story Op.1 | KR7 (8 Wo.)KR | Erstveröffentlichung: 16. September 2015           |
| 2016 | Your Voice (한마디) S.M. Station Season 1           | KR106 (1 Wo.)KR | Erstveröffentlichung: 18. März 2016 mit Heritage   |
| 2016 | She Is (좋아) She Is                                | KR14 (3 Wo.)KR | Erstveröffentlichung: 23. Mai 2016                 |
| 2017 | Lonely The Collection: Story Op.2                   | KR1 (18 Wo.)KR | Erstveröffentlichung: 24. April 2017 feat. Taeyeon |
| 2018 | Shinin’ (빛이 나) Poet Artist                       | KR5 (6 Wo.)KR | Erstveröffentlichung: 23. Januar 2018              |
| 2018 | Before Our Spring (우린 봄이 오기 전에) Poet Artist | KR67 (1 Wo.)KR | Erstveröffentlichung: 23. Januar 2018              |

## Auszeichnungen für Musikverkäufe
Anmerkung: Auszeichnungen in Ländern aus den Charttabellen bzw. Chartboxen sind in ebendiesen zu finden.
| Land/RegionAuszeichnungen für Musikverkäufe (Land/Region, Auszeichnungen, Verkäufe, Quellen) | Gold | Platin  | Verkäufe | Quellen         |
| -------------------------------------------------------------------------------------------- | ---- | ------- | -------- | --------------- |
| Südkorea (KMCA)                                                                              | —    | Platin1 | 250.000  | gaonchart.co.kr |
| Insgesamt                                                                                    | —    | Platin1 |          |                 |